# Netelia unicolor
Netelia unicolor là một loài tò vò trong họ Ichneumonidae.